# Iraultza
Iraultza («Revolución» en euskera) fue un grupo de tendencia izquierdista activo en País Vasco y Navarra entre 1981 y 1998, centrado en gran medida en la destrucción de propiedades, en particular las de corporaciones multinacionales estadounidenses y contra otras empresas españolas más pequeñas involucradas en conflictos laborales, en apoyo a la autogestión y movilización de los trabajadores. Según el periódico El País se trataba de un grupo de menos de cincuenta personas, con sede en Bilbao, responsable de más de 210 ataques durante su existencia, causantes de la muerte y heridas de varias personas además de daños materiales.
Políticamente entendía la lucha armada como una herramienta para incidir en las luchas sociales, que anteponían a las relacionadas con el nacionalismo vasco. De esa forma, no tenía relación con Euskadi Ta Askatasuna (ETA), aunque estaba en contacto con ciertos sectores de izquierda del País Vasco y Navarra. El gobierno de Estados Unidos describió a Iraultza como uno de los responsables de más ataques contra propiedades estadounidenses.

## Objetivos
Sus acciones armadas fueron a través de explosivos, atacando principalmente edificios relacionados con conflictos laborales (sedes del INEM, empresas de trabajo temporal, etc.). Iraultza basaba sus ataques ajustándose al patrón del sabotaje industrial contra corporaciones multinacionales, bancos y otras corporaciones o instituciones, principalmente estadounidenses, que eran percibidas como antiobreras o antipopulistas. Iraultza también defendió puntos de vista ideológicos anticapitalistas.
El 29% de sus acciones fueron dirigidas contra empresas en conflicto laboral y el 19% contra intereses estadounidenses. El gobierno de los Estados Unidos describió que «probablemente cometió más atentados con bombas contra los intereses comerciales estadounidenses que cualquier otro grupo terrorista europeo».

## Historia

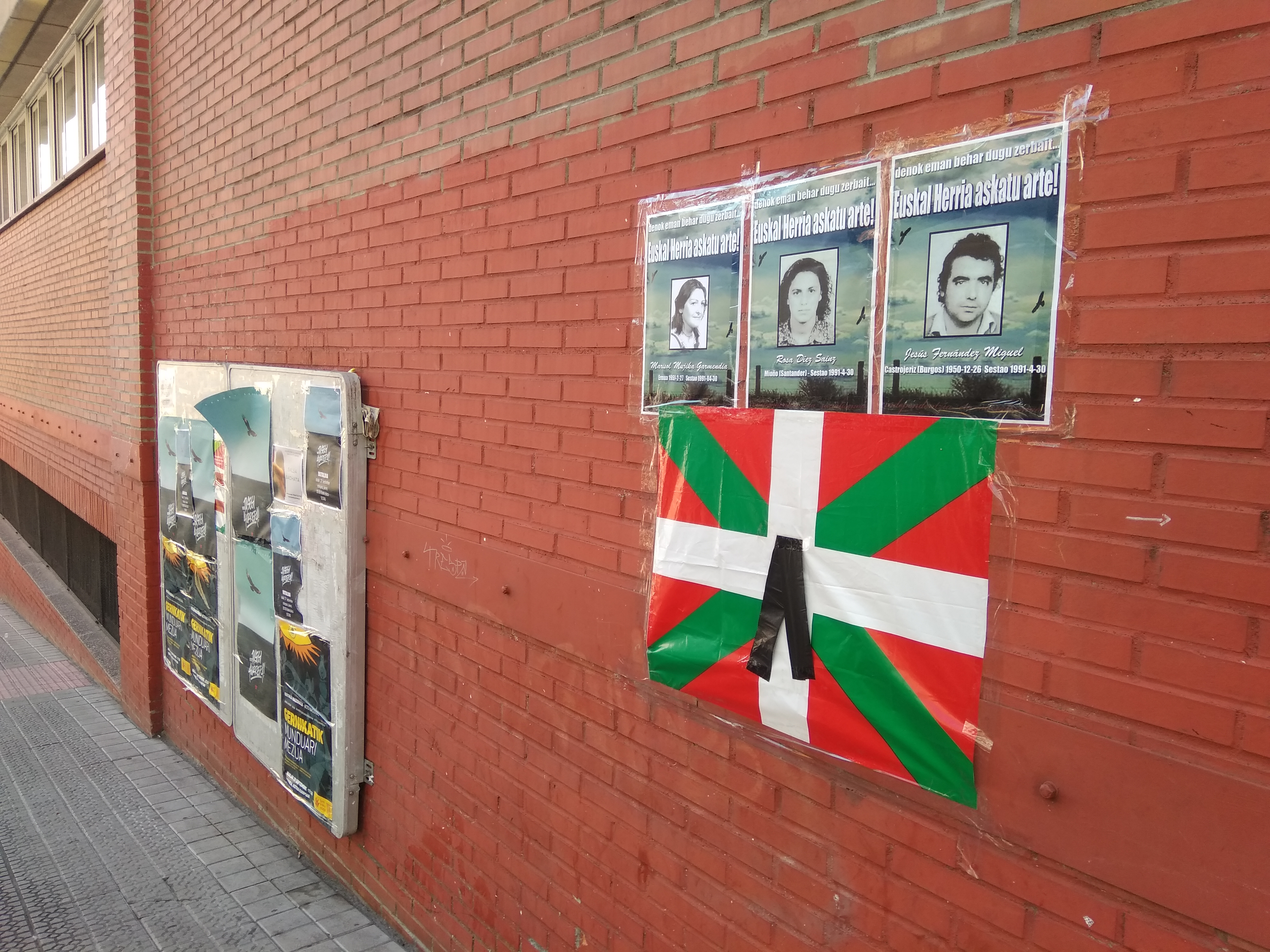
Cartel en Sestao en recuerdo a Marisol, Rosa y Jesús, en el Gudari Eguna de 2018.

Su primera acción fue en 1981 contra el chalet del empresario Luis Olarra. En el año siguiente a su creación, en 1982, Iraultza realizó 23 acciones con explosivos de cloratita, evitando siempre el enfrentamiento armado. Uno de sus ataques más relevantes fue la explosión contra el Banco Exterior de España en San Sebastián, dejando daños materiales.
La mayoría de las muertes provocadas por Iraultza fueron de sus propios miembros en la preparación o colocación de explosivos; llegando a morir siete miembros de esa manera.
El 26 de enero de 1983 fue herido de gravedad un miembro de Iraultza, Ángel Fernández, de Oñate, mientras manipulaba un artefacto. Moriría ocho días después en el hospital, siendo el primer militante de Iraultza en fallecer en una acción. En febrero de 1984 también murieron otros dos miembros de Iraultza, José Mari Prieto Pese y José Mari Orbezua, en idénticas circunstancias, en el interior de un coche en Bilbao.
El 27 de junio de 1986, alrededor de las 7:50 a. m., José Miguel Moros Peña, albañil de la Constructora Urgandía de Portugalete, subcontrata de Dragados y OCP Construcciones, fue herido de gravedad al iniciar una pieza de maquinaria, cuando una bomba adherida explotó. Aparentemente el temporizador de la bomba no detononó la bomba, pero el movimiento de la maquinaria inició la detonación. Una llamada anónima previa a la detonación advirtió a la Policía Municipal de Santurce, a las 11:45 p. m. del 23 de junio de 1986. Según los informes, se envió un escuadrón antibombas para verificarlo, pero sin resultado, por lo que la policía consideró que la llamada era una falsa alarma y no consideró volver a revisar el área a la luz del día. José Miguel Moros Peña fue trasladado al Hospital de Cruces de Baracaldo para ser intervenido quirúrgicamente, pero finalmente murió el 13 de agosto como consecuencia de las heridas.
El 13 de diciembre de 1986 un miembro de Iraultza, Juan Carlos Gallardo, murió en la avenida Roncesvalles de Pamplona. Había colocado una bomba junto al coche de un industrial, cuya empresa se encontraba en aquel momento en un fuerte conflicto laboral y estaba despidiendo a sus trabajadores. El artefacto explotó al lado del automóvil, matando a Gallardo. Después de la muerte de Gallardo, más de 3000 personas realizaron un minuto de silencio y una marcha, protestando también por la muerte de Mikel Zabalza, víctima de la tortura policial. La protesta recorrió las calles de Pamplona, pasando por el lugar de la muerte de Gallardo, y algunos entre la multitud corearon gritos de apoyo a Iraultza y ETA, aunque los familiares de Zabalza y otros vecinos de Orbaiceta permanecieron en silencio.
Posteriormente la actividad de Iraultza fue decreciendo paulatinamente hasta que en 1989, después de nueve acciones, dejó de actuar.

### Iraultza Aske
A principios de la década de 1990 se produjo la división del grupo. En marzo de 1991 Iraultza celebró una asamblea, en la que se expresaron dos posiciones. Un sector defendía que Iraultza debía seguir el esquema de la lucha armada clásica, mientras que otro sector pretendía desactivar la lucha armada en favor de las movilizaciones sociales. Además, la discusión sobre el modelo organizativo fue muy grande, manifestándose algunas críticas a la falta de democracia interna. Al final, tras una entrevista en el diario Egin al sector partidario de continuar la lucha armada, el grupo prescindió de la dirección y se refundó en Iraultza Aske. El otro sector fue disuelto.
El 1 de mayo de 1991 la policía confirmó que había encontrado en Sestao a varias personas que habían muerto en la explosión de un coche SEAT 131 el día anterior, identificándolas como María Rosa Diez Sáez (30 años, de Baracaldo), Jesús Fernández Miguel (40 años, propietario del coche) y Maria Soledad Múgica Areitioaurtena (40 años, de Ermua). El País informó que Sáez y Areitioaurtena habían estado involucrados en asambleas radicales. Al día siguiente, Iraultza contactó con el diario Egin para confirmar que las tres víctimas mortales eran miembros de su organización. Fuentes policiales precisaron que los tres fallecidos acababan de colocar artefactos que habían detonado en Bilbao y Baracaldo, antes de morir manipulando un artefacto explosivo dentro del automóvil.
Iraultza Aske se creó en 1992, utilizando ese nombre en un documento. El nuevo grupo colocó varios explosivos, reivindicando que actuaba contra la degradación del medio ambiente, el racismo, el machismo, la explotación patronal, el paro, la economía política del Gobierno español y la represión, y en solidaridad con la clase obrera, los presos y los exiliados. La última acción armada realizada por el grupo fue en 1996. En 1998, poco después de que ETA anunciara el alto el fuego propiciado por el Acuerdo de Lizarra, Iraultza Aske envió un último comunicado al diario Egin acordando el alto el fuego, que supuso su disolución de facto.

## Atentados
| Fecha                                | Ubicación                            | Objetivo | Atentado | Motivo | Víctimas                                                                                       | Ref.          |
| ------------------------------------ | ------------------------------------ | --- | --- | --- | ---------------------------------------------------------------------------------------------- | ------------- |
| 5 de mayo de 1982                    | Bilbao                               | Bolsa de Bilbao | Bomba colocada y detonada en la fachada del edificio, causando daños en vidrios. | No reportado | No hubo                                                                                        | [ 22 ]        |
| 5 de mayo de 1982                    | Bilbao                               | Cámara de Compensación Bancaria | Bomba colocada y detonada en la fachada del edificio, causando daños en vidrios. | No reportado | No hubo                                                                                        | [ 22 ]        |
| 19 de julio de 1982                  | Bilbao                               | Mateo José Hernández, director de Porcelanas del Bidasoa                                                                                      | Se colocó una bomba debajo del auto del director, que fue descubierta y posteriormente desarmada. El grupo había realizado varias llamadas a los periódicos explicando la presencia de la bomba.                                                                | No reportado | No hubo                                                                                        | [ 23 ]        |
| 6 de noviembre de 1982               | Tolosa, Guipúzcoa                    | Una oficina de empleo | 400 gramos de explosivos detonados dentro de la oficina | No reportado | No hubo                                                                                        | [ 24 ]        |
| 6 de noviembre de 1982               | Lasarte, Guipúzcoa                   | Un centro de formación profesional. | 200 gramos de explosivos detonados dentro de la oficina. | No reportado | No hubo                                                                                        | [ 24 ]        |
| Octubre - noviembre de 1982          | Bilbao                               | Registro de la Propiedad de Portugalete y Baracaldo                                                                                           | No revelado | No reportado | No hubo                                                                                        | [ 25 ]        |
| 22 de diciembre de 1982 (1:30 a. m.) | Bilbao                               | Bank of America | Se colocó una bomba con temporizador automático, detonando y causando grandes daños materiales. | Solidaridad con los pueblos de Centroamérica y otros países como denuncia del imperialismo norteamericano.                                                                          | No hubo                                                                                        | [ 26 ]        |
| 22 de diciembre de 1982 (1:45 a. m.) | Calle María Díaz de Haro, Bilbao     | Ford Motor Company | Se colocó una bomba con temporizador automático, detonando y causando grandes daños materiales. | Solidaridad con los pueblos de Centroamérica y otros países como denuncia del imperialismo norteamericano.                                                                          | No hubo                                                                                        | [ 26 ]        |
| 22 de diciembre de 1982 (2:00 a. m.) | Calle doctor Areilza, Bilbao         | Avis Rent a Car | Se colocó una bomba con temporizador automático, detonando y causando grandes daños materiales. | Solidaridad con los pueblos de Centroamérica y otros países como denuncia del imperialismo norteamericano.                                                                          | No hubo                                                                                        | [ 26 ]        |
| 3 de enero de 1984                   | Calle Rodríguez Arias, Bilbao        | Confederación General de Empresarios de Vizcaya                                                                                               | Bomba colocada en las oficinas que explotó a la llegada de la policía, causando daños al local y a los vehículos aledaños. | Un ataque anticapitalista contra la patronal presidido por el político Luis Olarra, el "máximo representante" de la confederación general de la patronal vizcaína.                  | No hubo                                                                                        | [ 28 ]        |
| 18 de noviembre de 1984              | Bilbao                               | Oficina de IBM | Según la CIA, se colocó una bomba dentro de una oficina de IBM en Bilbao, causando importantes daños materiales pero sin heridos. La policía desactivó una segunda bomba.                                                                                       | No reportado | No hubo                                                                                        | [ 29 ]        |
| 3 de febrero de 1985                 | -                                    | Firestone Tire and Rubber Company | Bomba detonada en una sucursal de Firestone, causando daños materiales. | Solidaridad con los pueblos de Centroamérica y otros países como denuncia del imperialismo norteamericano.                                                                          | No hubo                                                                                        | [ 4 ]         |
| 2 de mayo de 1985                    | -                                    | Sucursal de Norton | Bomba detonada en la sucursal causando daños materiales. | No reportado | No hubo                                                                                        | [ 4 ]         |
| 12 de noviembre de 1985              | -                                    | Honeywell Bull (multinacional surgida de la fusión de Compagnie des Machines Bull, de Francia, NEC, de Japón, y Honeywell, de Estados Unidos) | Bomba detonada causando daños materiales. | Solidaridad con los pueblos de Centroamérica y otros países como denuncia del imperialismo norteamericano. También denunció la política del PSOE respecto a la OTAN.                | No hubo                                                                                        | [ 4 ]         |
| 27 de junio de 1986 (00:20 a. m.)    | Bilbao                               | 3M | Daños menores a la propiedad | No reportado | Un policía con heridas menores                                                                 | [ 30 ]        |
| 27 de junio de 1986 (07:50 a. m.)    | Santurce, Vizcaya                    | Las empresas de capital Dragados y OCP Construcciones                                                                                         | Destrucción de propiedad y muerte de un trabajador causada por la activación del temporizador del explosivo. | En protesta contra el apoyo de Estados Unidos a los Contras (ver también: Irán-Contra).                                                                                             | Un muerto, José Miguel Moros Peña                                                              | [ 30 ]        |
| 19 de noviembre de 1983              | Distrito de Recalde, Bilbao, Vizcaya | Coca-Cola | La explosión destruyó las ventanas de la fábrica, las instalaciones de embalaje y limpieza y los muebles. Costo estimado en 500.000 pesetas, 8.131 dólares en 2019.                                                                                             | No reportado | No hubo                                                                                        | [ 32 ]        |
| 26 de abril de 1993                  | Plaza del Botxo, Baracaldo           | Telefónica | La policía llegó después de recibir una llamada telefónica anónima sobre la bomba, acordonando el área antes de la explosión. Se detonó una bomba de Amonal de 10 kg causando grandes daños a vehículos y propiedades en un radio de 100 metros.                | Reclamado pero sin motivo proporcionado. Sugerido como protesta contra la política económica del Gobierno y la recesión económica de 1993 en España tras el escándalo de Banestado. | Tres policías ingresados en el hospital, uno con problemas respiratorios                       | [ 33 ] [ 34 ] |
| 26 de abril de 1993                  | Iparraguirre, Bilbao                 | Banco Exterior de España | La policía llegó después de ser notificada mediante una llamada anónima y acordonó el área antes de la explosión. Una bomba de amonio de 2,5 kg colocada en una lata fuera del banco detonó, causando daños en el banco y rompiendo los cristales de 112 casas. | Reclamado pero sin motivo proporcionado. Sugerido como protesta contra la política económica del Gobierno y la recesión económica de 1993 en España tras el escándalo de Banestado. | Cuatro policías con heridas leves (pequeños traumatismos cerrados, astillas y daños auditivos) | [ 33 ]        |